# Březsko
Březsko (en allemand : Bries) est une commune du district de Prostějov, dans la région d'Olomouc, en République tchèque. Sa population s'élevait à 207 habitants en 2023.

## Géographie
Březsko se trouve à 2 km au nord du centre de Konice, à 22 km au nord-ouest de Prostějov, à 26 km à l'ouest d'Olomouc et à 184 km à l'est-sud-est de Prague.
La commune est limitée par Ludmírov au nord-ouest, par Hvozd au nord-est et à l'est, par Ochoz à l'est, par Konice au sud, et à l'ouest.

## Histoire
La première mention écrite de la localité date de 1351.

## Transports
Par la route, Březsko se trouve à 2,3 km de Konice, à 33 km de Prostějov, à 33 km d'Olomouc et à 234 km de Prague.